# Ogoulou
Ogoulou é um departamento da província de Ngounié, no Gabão.